# Plarium
Plarium est un studio de développement, sur réseau social et sur mobile, de jeux de stratégie en ligne massivement multijoueur (MMO), dont Vikings: War of Clans et RAID: Shadow Legends. L'entreprise est fondée en 2009 et son siège se trouve à Herzliya, en Israël, avec cinq bureaux et studios de développement se trouvant à Kharkiv, Odessa et Kiev en Ukraine et au Michigan aux États-Unis.
Plarium possède une base mondiale d'utilisateurs de plus de 150 millions de joueurs, et ses jeux sont disponibles sur navigateurs et sur des réseaux sociaux, dont Facebook. Les jeux pour mobile de Plarium sont actuellement disponibles sur les appareils iOS et Android. Le dernier jeu de l'entreprise est Mech Arena: Robot Showdown, sorti en 2021.

## Histoire
Plarium est fondé en 2009 et débute en développant des jeux destinés au marché des joueurs occasionnels d'Europe de l'Est, par exemple Farmandia. En 2011, Plarium change d'orientation et commence à concevoir des jeux de stratégie en ligne massivement multijoueur. En février de cette même année, l'entreprise sort Total Domination, qui atteint plus de 20 millions d'utilisateurs.
Le 10 août 2017, Aristocrat Leisure annonce l’acquisition de Plarium pour un montant initial de 500 millions de dollars américains, renforçant ainsi sa présence dans le secteur des jeux sociaux.
Le 12 novembre 2024, Aristocrat Leisure conclu un accord pour vendre Plarium Global Ltd à Modern Times Group pour une somme fixe de 620 millions de dollars américains, avec une contrepartie conditionnelle pouvant atteindre 200 millions de dollars américains, en fonction des performances financières de Plarium entre 2025 et 2028.

## Liste des jeux
| Nom                            | Année | Plate-forme      |
| ------------------------------ | ----- | ---------------- |
| Farmandia                      | 2010  |                  |
| Total Domination               | 2011  | PC               |
| Pirates: Tides of Fortune      | 2012  | PC               |
| Stormfall: Age of War          | 2012  | PC               |
| Soldiers Inc                   | 2013  | PC               |
| Sparta: War of Empires         | 2014  | PC               |
| Stormfall: Rise of Balur       | 2015  | iOS, Android     |
| Nords: Heroes of the North     | 2015  | PC               |
| Vikings: War of Clans          | 2015  | iOS, Android, PC |
| Throne: Kingdom at War         | 2016  | iOS, Android     |
| Soldiers Inc: Mobile Warfare   | 2016  | iOS, Android     |
| Terminator Genisys: Future War | 2017  | iOS, Android     |
| Family Zoo: The Story          | 2017  | iOS, Android     |
| Stormfall: Saga of Survival    | 2018  | iOS, Android, PC |
| Lost Island: Blast Adventure   | 2018  | iOS, Android     |
| RAID: Shadow Legends           | 2019  | iOS, Android, PC |
| Mech Arena: Robot Showdown     | 2021  | iOS, Android, PC |